# Campionati del mondo di ciclocross 2008
I Campionati del mondo di ciclocross 2008 (en.: 2008 UCI Cyclo-cross World Championships) si svolsero a Treviso, in Italia, il 26 e il 27 gennaio.

## Eventi
Sabato 26 gennaio
- Uomini Junior
- Uomini Under-23

Domenica 27 gennaio
- Donne
- Uomini Elite

## Medagliere
| Pos.   | Nazione     | Oro | Argento | Bronzo | Totale |
| ------ | ----------- | --- | ------- | ------ | ------ |
| 1      | Francia     | 1   | 1       | 1      | 3      |
| 2      | Paesi Bassi | 1   | 1       | 0      | 2      |
| 3      | Belgio      | 1   | 0       | 1      | 2      |
| 4      | Germania    | 1   | 0       | 0      | 1      |
| 5      | Rep. Ceca   | 0   | 1       | 1      | 2      |
| 6      | Slovacchia  | 0   | 1       | 0      | 1      |
| 7      | Italia      | 0   | 0       | 1      | 1      |
| Totale | Totale      | 4   | 4       | 4      | 12     |

## Sommario degli eventi
| Eventi            | Oro                        | Tempo    | Argento                  | Tempo | Bronzo                     | Tempo |
| Uomini            |                            |          |                          |       |                            |       |
| Elite dettagli    | Lars Boom Paesi Bassi      | 1h05'27" | Zdeněk Štybar Rep. Ceca  | a 5"  | Sven Nys Belgio            | a 6"  |
| Under-23 dettagli | Niels Albert Belgio        | 51'11"   | Aurélien Duval Francia   | a 38" | Cristian Cominelli Italia  | a 46" |
| Junior dettagli   | Arnaud Jouffroy Francia    | 40'30"   | Peter Sagan Slovacchia   | a 1"  | Ludomir Petrus Rep. Ceca   | a 4"  |
| Donne             |                            |          |                          |       |                            |       |
| Elite dettagli    | Hanka Kupfernagel Germania | 45'15"   | Marianne Vos Paesi Bassi | a 13" | Laurence Leboucher Francia | a 17" |